# Brücken der Liebe
Brücken der Liebe (polnisch: Dwie miłości) ist ein deutsch-polnischer Fernsehfilm von Mirosław Bork aus dem Jahr 2002. Das Drehbuch zum Film wurde von Marlies Ewald geschrieben und im Film wirkten unter anderem die Schauspieler Ursula Karusseit, Julia Richter, Heikko Deutschmann und Robert Gonera mit. Der Film wurde am 1. September 2002 in Polen veröffentlicht.

## Handlung
Eigentlich wollte Christina mit Freund und Chef Thomas Urlaub machen. Stattdessen muss sie für einen Kollegen einspringen und dessen Reisebericht über die Masuren schreiben. Großmutter Elsa nutzt die Gelegenheit und begleitet Christina. Endlich kann sie in ihrer einstigen Heimat nach Joachim, der Liebe ihres Lebens, suchen, was sich nach so vielen Jahren als recht schwierig gestaltet. Christina fällt es schwer, sich derweil mit dem polnischen Fotografen Marek zu arrangieren. Zu verschieden sind ihre Ansichten über den geplanten Bericht, den Christina sehr kühl und sachlich abarbeiten will. Marek hingegen will sie auf die vielen kleinen Schönheiten der Masuren aufmerksam machen, doch dafür hat Christina keinen Sinn. Als er von Elsas „Reise in die Vergangenheit“ erfährt, hält er dies für eine viel bessere, weil emotionalere, Geschichte als ein nüchterner Reisebericht. Christina will davon jedoch nichts hören und schon gar nicht Geld verdienen auf Kosten ihrer Großmutter. Elsas Suche nach Joachim macht kleine Fortschritte, denn zumindest hat sie in Erfahrung bringen können, dass ihr Jugendfreund den Krieg überlebt und wieder zurückgekommen war. Nur wo er jetzt wohnt, konnte sie nicht herausfinden. Für Elsa ist das aber genug und sie beendet ihre Suche mit diesem Wissen.
Christina und Marek durchstreifen derweil die masurische Gegend und allmählich entdeckt Christina eine Landschaft und Menschen, die sie zunehmend begeistern. Auch die Ruhe tut ihr gut und sie beginnt, den ihr entgangenen, Urlaub mit Thomas fast zu vergessen, zumal sie sich in Marek zu verlieben beginnt. In ihr reift der Entschluss ihre Beziehung mit Thomas zu beenden, da sie sich mit ihm schon lange nicht mehr wohl fühlt. Doch da taucht Thomas plötzlich auf, der sich Sorgen gemacht hatte, weil sich Christina einfach nicht bei ihm meldet. Entsprechend frostig ist der Empfang und vor Anspannung kommt es zu einem Verkehrsunfall, bei dem Thomas schwer verletzt wird. In dieser Situation will Christina ihn nicht im Stich lassen und verabschiedet sich von Marek.
Marek sichtet alle seine Fotos und stellt sie für eine Ausstellung zusammen. Als er sie der Öffentlichkeit präsentiert, finden seine Bilder große Bewunderung bei den Einheimischen. Einer der Besucher interessiert sich für die zwei Frauen, die immer mal wieder auf den Fotos zu sehen sind. Er bittet Marek um Hilfe mit den Damen in Kontakt zu kommen. Und so findet Elsa am Ende ihren Joachim doch noch. Christina begleitet sie zu ihrem Treffen in die Masuren, das nicht ganz so erfreulich wird, wie erhofft, denn Joachim stirbt am Tag von Elsa Ankunft. Für Marek gibt es dagegen ein Happyend, denn Christina entscheidet sich für ihn, um nicht den gleichen Fehler zu machen wie ihre Großmutter.

## Hintergrund
Die Produktion erfolgte durch Saxonia Media Filmproduktionsgesellschaft mbH und durch die polnische Firma Studio Besta. Die Geschichte des Films ähnelt dem Film Eine Liebe in St. Petersburg.

## Kritiken
Tilmann P. Gangloff von tittelbach.tv zieht folgendes Urteil zu diesen Film: „So wie bei dem anrührenden Fernsehfilm von Miroslaw Bork, der Geschichte und Gegenwart deutsch-polnischer Beziehungen in einen unaufgeregten Reisefilm mit vielen kleinen Zufällen und nur wenigen aufgesetzten Emotionen verpackt hat, machen Koproduktionen Sinn.“
Der Filmdienst meinte kurz: „(Fernseh-)Melodram mit Ambitionen zum Reisetagebuch.“